# Leonardo Avritzer
Leonardo Avritzer (Belo Horizonte, 6 de junho de 1959) é um cientista político, escritor, pesquisador e professor universitário brasileiro. Considerado um dos maiores politólogos do Brasil na atualidade, graduou-se na Universidade Federal de Minas Gerais (UFMG), procedendo ao doutorado na New School for Social Research e, posteriormente, ao pós-doutorado em Instituto de Tecnologia de Massachusetts.

## Biografia
Já foi diretor da Associação Brasileira de Ciência Política (ABCP) e membro do conselho da International Political Science Association entre 2016 e 2018. Foi professor visitante na Universidade de São Paulo e na Tulane University. Atualmente, é professor titular da UFMG, dirige a comissão de Ciência Política no conselho da Coordenação de Aperfeiçoamento de Pessoal de Nível Superior e é pesquisador do Conselho Nacional de Desenvolvimento Científico e Tecnológico, tendo atingido a gradação 1A.
Desde 2018, Avritzer coordena o Observatório das Eleições junto à UOL, do qual participam também Fabiano dos Santos, Carlos Ranulfo Feliz de Melo, Marjorie Marona, Oswaldo Amaral, Flávia Biroli e Jairo Nicolau. Este projeto reúne cientistas políticos para reunir um conjunto de dados empíricos, de natureza qualitativa e quantitativa, sobre o processo eleitoral municipal no Brasil. Também coordena o Projeto Democracia Participativa.

## Ideias

### Obras sobre participação política
Em seu livro Democracy and the Public Space in Latin America, publicado pela Princeton University Press, Avritzer desafia a tradicional Teoria das Elites, assentada no realismo schumpeteriano que se estabelecera na academia. A partir da obra de Jürgen Habermas, argumenta que a democracia pode ser mais inclusiva e depender de uma esfera de associação autônoma pelos cidadãos. Avritzer demonstra isso através dos efeitos da ação coletiva na política latino-americana. Desde a primeira década do século, Avritzer trabalhou com orçamentos participativos e publicou dois livros importantes sobre o tema Participatory Institutions in Democratic Brazil e A inovação Democrática no Brasil.  

### O pêndulo da democracia
Em O pêndulo da democracia, Avritzer discute a oscilação das política brasileira de um consenso democrático expresso entre o fim da ditadura militar à uma situação de desconfiança nas instituições democráticas desde o início da década de 2010. A obra explica este fenômeno através da análise do comportamento das classes médias e das elites, que se alinham ao discurso antidemocrático diante de determinados contextos tendenciais, e dos setores populares, que aderem à antipolítica. Argumenta que, mesmo nos períodos de normalidade democrática, subsistem elementos antidemocráticos latentes, à espera de mobilização, como: o Estado patrimonialista; o Poder Judiciário de conformação elitista, avesso à agenda de defesa dos direitos e garantias individuais; e as Forças Armadas não plenamente submetidas ao controle político e civil. Por esta obra, em 2020, Avritzer recebeu o Prêmio Victor Nunes Leal de melhor livro em Ciência Política.